# 凱頓隕石
15°0′N 48°18′E / 15.000°N 48.300°E
凱頓隕石是於1980年12月3日墜落在在葉門的前蘇聯軍事基地內的一顆隕石，當時觀察到一顆火球自西北飛向東南，並且在一個小的撞擊坑內發現一顆重約2公斤的石頭。它含有許多種獨特的礦物，導致對它的來源混淆不清。

## 成分
他的絕大部分由類型為CR2的碳質球粒隕石構成，但是又有其他類型的碎片，像是C1、CM1和C3。在這顆隕石中發現將近60種的礦物，其中有幾種在其他地方位曾發現過，像是florenskiite，它的化學符號是：FeTiP。

## 起源
在2004年3月，他被認為起源於火星的衛星弗伯斯I，原因是發現被認為有兩種在弗伯斯上的非常罕見的富含鹼的碎屑岩，在不同的時間崁入這顆隕石。這表示隕石的母體是靠近一個富含鹼性的天體，而特別的是其中一種產品只有高度分化下才能形成。這指向了是來自火星的一顆衛星，而弗伯斯比戴摩斯更靠近火星。